# Операция «Летние дожди»
Операция «Летние дожди» — кодовое название военной операции ЦАХАЛа в секторе Газа (июнь—ноябрь 2006), известной также как операция по спасению капрала Гилада Шалита.
25 июня 2006 года палестинские боевики из группировки «Комитеты народного сопротивления» совместно с другими группировками захватили раненого Гилада Шалита из подбитого ими танка, стоявшего на территории дорожного блокпоста. В тот же день в Самарии, близ Шхема, боевики группировки «Батальоны Аль-Кудса» похитили 18-летнего израильского гражданина Элиягу Ашери, жителя поселения Итамар.
Накануне, 24 июня израильские командос впервые после выхода Израиля из сектора Газа в сентябре 2005 года, провели военную операцию в секторе и захватили Осаму и Мустафу Муамар Архивная копия от 13 января 2011 на Wayback Machine, считая их боевиками ХАМАСа. В ходе применения к братьям Муамар «исключительных методов допроса», была получена информация о вероятном захвате солдат, дислоцированных вблизи сектора Газа, но предотвратить подготовленную террористами операцию ШАБАК и ЦАХАЛ не успели.
В ночь с 27 на 28 июня Израиль начал военную операцию «Летние дожди». Авиация атаковала три моста в секторе Газа, для того чтобы блокировать возможные перемещения боевиков с заложником, электростанцию и водопровод, после чего пехота и танки пересекли границу с ПНА и вошли в город Рафах, где, по оперативным данным, должен был находиться Шалит. 29 июня 2006 было найдено тело убитого Элиягу Ашери. В ответ израильские военные арестовали 64 члена ХАМАСа, в том числе 8 министров правительства ПНА. Началась блокада сектора Газа.
Посреднические услуги в переговорах между Израилем и палестинским правительством предложил египетский президент Хосни Мубарак.

## Ультиматум ХАМАС Израилю
Правительство ПНА[уточнить], подконтрольное ХАМАСу, выдвинуло ультиматум: Израиль должен освободить из тюрем 1000 палестинских заключенных, а также женщин и подростков моложе 18 лет, до 6 утра 4 июля, в противном случае «дело израильского капрала будет закрыто».

## Реакция властей Израиля
«Жизнь солдата не может быть предметом торга», — заявил Эхуд Ольмерт, отказавшись вести переговоры об освобождении палестинских заключенных и прекращении операции в Газе. «Если Гиладу Шалиту будет причинен вред, небеса обрушатся на ХАМАС», — предупредил глава МВД Израиля Рони Бар-Он.
В это же время правительство Ольмерта обратилось за помощью к администрации президента США Джорджа Буша. А глава израильского МИДа Ципи Ливни прибыла с визитом в Москву, надеясь, что благодаря контактам с Дамаском российские власти повлияют на Халеда Машаля — главу политбюро ХАМАСа, находящегося в Сирии. По данным израильских спецслужб, именно Халед Машаль стоит за похищением Гилада Шалита.
Гилад Шалит был освобождён лишь в октябре 2011 года в обмен на 1027 палестинских заключённых, в том числе, террористов, осужденных за убийство сотен израильтян.